# Mindaugas Steponavičius

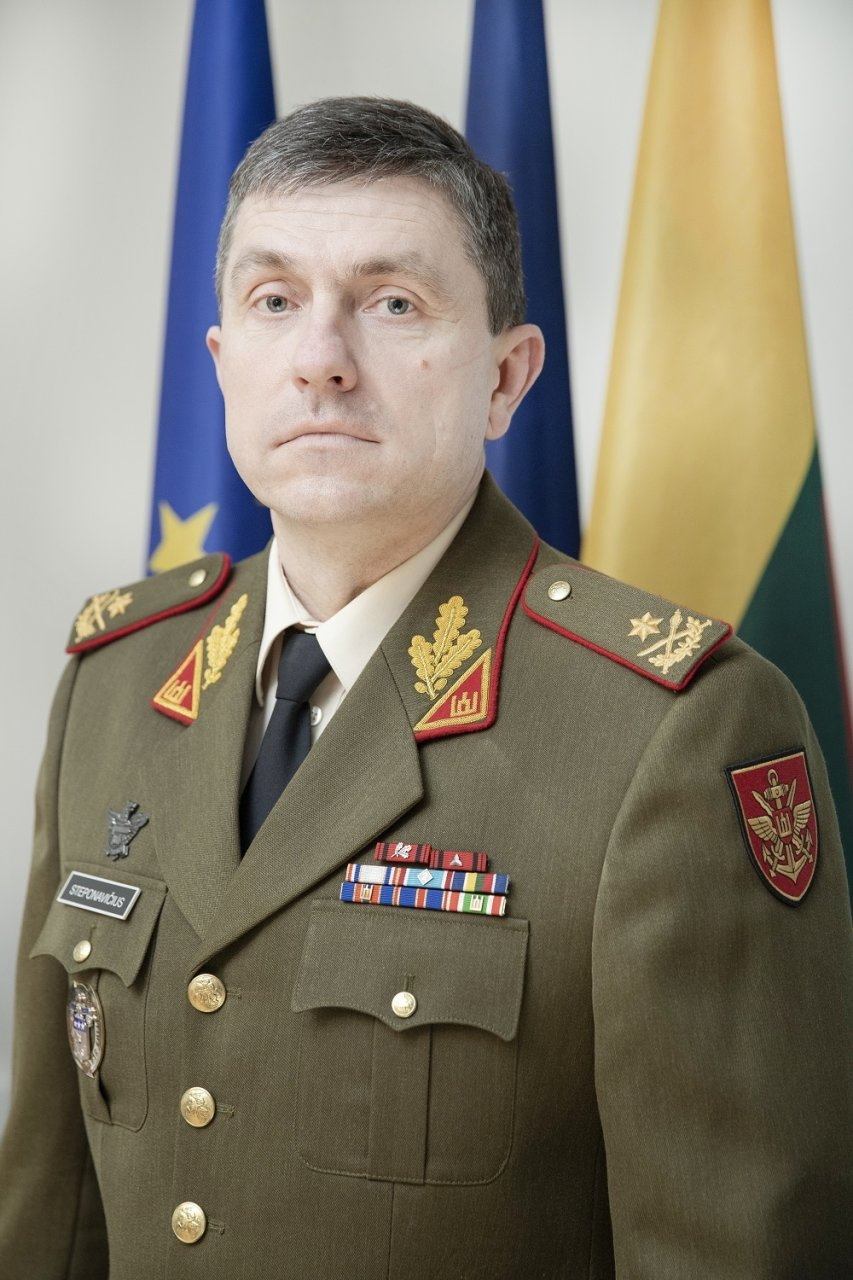
Mindaugas Steponavičius

Mindaugas Steponavičius (* 12. August 1974 in Venta) ist litauischer Generalmajor. Er ist seit 2024 der militärische Vertreter seines Landes bei der NATO und der EU.

## Leben
Mindaugas Steponavičius wurde 1974 in Venta (Rajongemeinde Akmenė), einer Kleinstadt im Norden der damaligen Litauischen SSR, geboren. Nach seinem Schulabschluss entschied er sich für eine Karriere bei den gerade erst neu aufgestellten Litauischen Streitkräften. 

### Militärische Laufbahn
Beförderungen
- Leutnant (1994)
- Oberleutnant (1996)
- Hauptmann (1999)
- Major (2004)
- Oberstleutnant (2009)
- Oberst (2016)
- Brigadegeneral (2020)
- Generalmajor (2022)

Im Jahr 1994 absolvierte Mindaugas Steponavičius die staatliche Militärakademie (Generolo Jono Žemaičio Lietuvos karo akademija), an der er in der Folgezeit selber als Ausbilder tätig wurde. Im Jahr 1999 wechselte er in den Stab der Infanteriebrigade Geležinis Vilkas, wo er in den nächsten Jahren auf verschiedenen Posten diente. Im Jahr 2003 war er zeitweise im Irak stationiert.
Als Major war er ab 2004 als Stabschef des Infanteriebataillons Großfürst Algirdas tätig. Zwei Jahre später wechselte Steponavičius ins litauische Verteidigungsministerium und war im Verlauf des Jahres 2006 zudem in Afghanistan stationiert. Nach einem Aufbaustudium am Baltic Defence College war er zwischen 2008 und 2012 Kommandant des Infanteriebataillons Großfürstin Birutė. Von 2012 bis 2014 folgte eine Verwendung als Stabschef der Infanteriebrigade Geležinis Vilkas. Im Jahr 2014 machte Steponavičius einen Masterabschluss am US Army War College. In den nächsten beiden Jahren wurde er wieder im Verteidigungsministerium tätig. Im Jahr 2016 kehrte er zur Infanteriebrigade Geležinis Vilkas zurück und wurde, als Nachfolger von Raimundas Vaikšnoras, zu deren Kommandanten ernannt. 
Nachdem Steponavičius das Kommando über die Brigade im November 2019 an Mindaugas Petkevičius übergeben hatte, wurde er zum Kommandanten des Trainings- und Ausbildungskommandos ernannt.
Am 22. Juli 2020 wurde er von Präsident Gitanas Nausėda zum Brigadegeneral befördert. Am 24. September 2020 wurde er zum Stabschef der litauischen Streitkräfte ernannt. Am 27. Dezember 2022 erfolgte seine Beförderung zum Generalmajor. Im August 2024 übernahm er die Aufgaben des militärischen Vertreters seines Landes bei der NATO und der EU. Mit seinem Vorgänger/Nachfolger Remigijus Baltrėnas tauschte er dabei den Posten.

### Privates
Der General ist verheiratet und Vater eines Sohnes. Zu seinen Hobbys zählen Wandern und Radfahren.